# Tebua Tarawa
Tebua Tarawa är en holme i Kiribati.   Den ligger i örådet Makin och ögruppen Gilbertöarna, i den norra delen av landet, 220 km norr om huvudstaden Tarawa.